# Yetholm Loch
Yetholm Loch är en sjö i Storbritannien.   Den ligger i riksdelen Skottland, i den centrala delen av landet, 500 km norr om huvudstaden London. Yetholm Loch ligger 110 meter över havet.  Trakten runt Yetholm Loch består i huvudsak av gräsmarker.